# Провулок Євгена Коновальця
Провулок Євгена Коновальця — провулок у Соборному районі міста Дніпро на Горі. Розташована на північній стороні верхнього плато Соборної гори.
Провулок Коновальця починається від вулиці Вернадського та піднімається на південний схід, дещо переламується уліво після вулиці Єфремова у закінчується у північному куті Соборної площі. Довжина вулиці — 350 метрів.

## Історія
Струківський (також Стручківський) провулок було найменовано за прізвищем власників палацу на Новошляхетській вулиці (сучасна Вернадського), від якої вулиця підіймалася до Соборної площі. Палац належав одній з головних шляхетських родин Катеринославської губернії — Струковим, що тепер є дитячим садком № 141 біля «Веж» на вулиці Вернадського, 33. Струковський палац був резиденцією Катеринославських губернаторів й консульством Франції, а за радянської влади — житлом для партійного керівництва Дніпропетровської області.
1923 року Струківський провулок було перейменовано більшовицькою владою на провулок Урицького на честь вбитого 1918 року за влаштування «червоного терору» у Петрограді російського революціонера українського єврейського походження, голови Петроградської Надзвичайної комісії (ЧК) Мойсея Соломоновича Урицького.
2015 року провулок перейменовано на честь полковника Армії УНР, команданта УВО, голови Проводу українських націоналістів, першого голови ОУН та ідеолога українського націоналізму Євгена Коновальця (1891—1938).

## Перехресні вулиці
- вулиця Вернадського,
- вулиця Сергія Єфремова,
- вулиця Володимира Винниченка,
- Соборна площа.

## Будівлі
- № 6 — середня загальноосвітня школа № 67 (колишня «обкомівська»).